# Quattromiglia
Quattromiglia è un quartiere del comune di Rende, situato a nord dell’area urbana di Cosenza. 
Costituisce la zona moderna del comune che si sviluppa nell'alta Valle del Crati e, insieme ai quartieri Commenda e Roges, fanno di Rende una città policentrica. 
Nata come frazione, a partire dagli anni settanta ha registrato un importante sviluppo edilizio ed è divenuta uno dei principali quartieri del comune di Rende, parte integrante della conurbazione con il capoluogo Cosenza costituendo un’unica area urbana.

## Geografia
Quattromiglia si trova alle porte dell'area urbana di Cosenza. Si estende lungo la strada statale SS 19 delle Calabrie dalle colline ad ovest fino al fiume Crati ad est.

## Origini del nome
Il termine Quattromiglia deriva dal latino "Quattuor" (quattro) e "Milia" (Miglia). Quattromiglia era infatti un casale di epoca romana denominato Quatermilia, distante circa quattro miglia da Cosentia.

## Storia
Quattromiglia venne fondata nel basso medioevo dall'insediamento di una comunità monastica della quale, tuttavia, non si hanno più tracce, probabilmente a causa di un incendio che distrusse ogni documento scritto. 

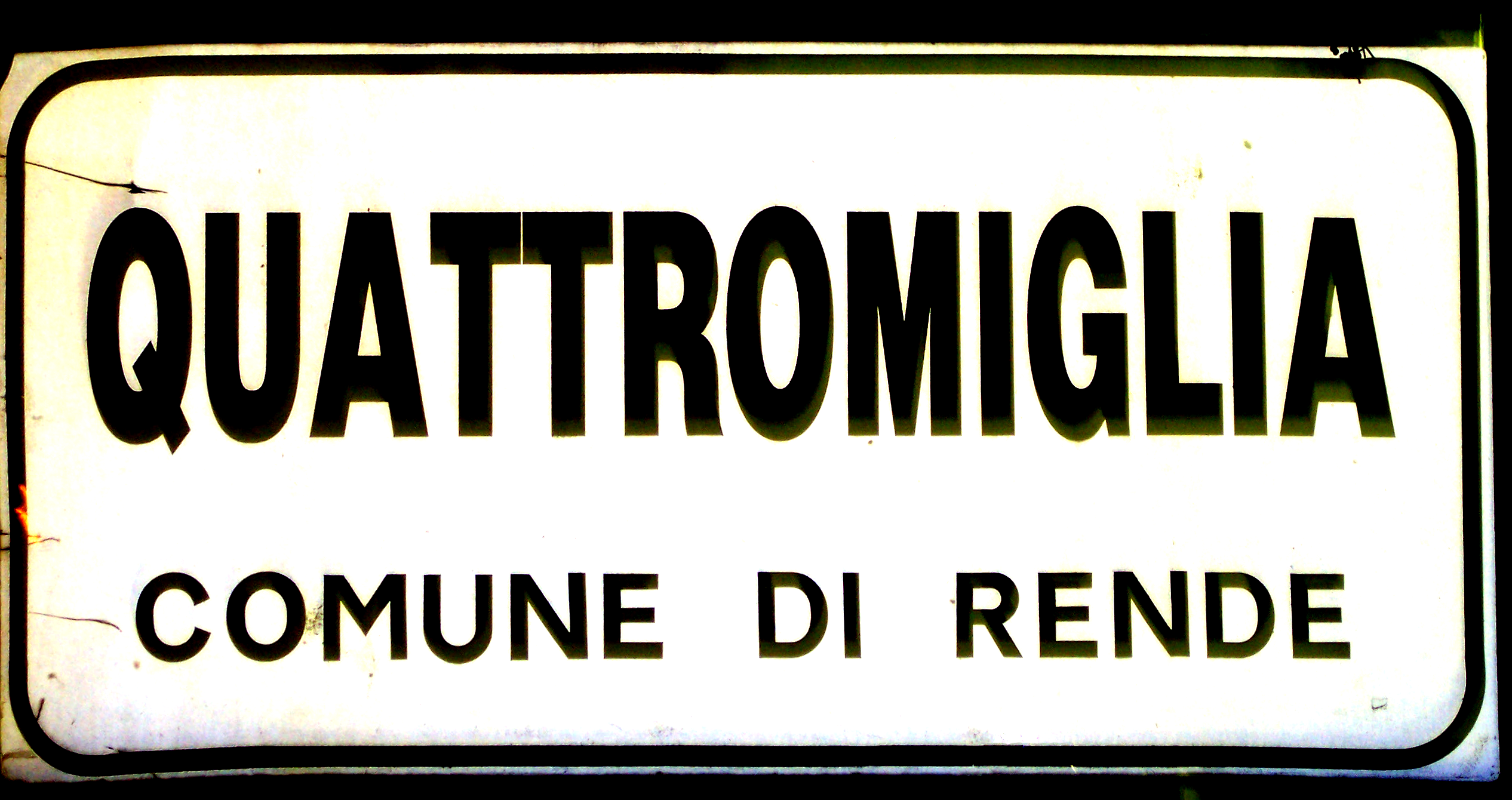
Cartello stradale all'ingresso del quartiere

Nella località Profeta, sorgono ancora i resti di un convento del 1400 di cui oggi resta solo parte del chiosco. 
I primi segni dell'esistenza di Quattromiglia si hanno a partire dal XVI secolo, quando venne rifondata dai Borboni. Dopo l'avvento del Regno d'Italia, entrò a far parte del comune di Rende divenendone così la prima frazione. 
Negli ultimi anni Quattromiglia è diventato un quartiere residenziale e uno dei centri più importanti dell’hinterland cosentino. 
Quattromiglia, ma in generale tutto il comune di Rende, ha registrato un sorprendente sviluppo economico ed urbanistico dovuto soprattutto alla presenza dell'Università della Calabria.

## Edifici di rilievo

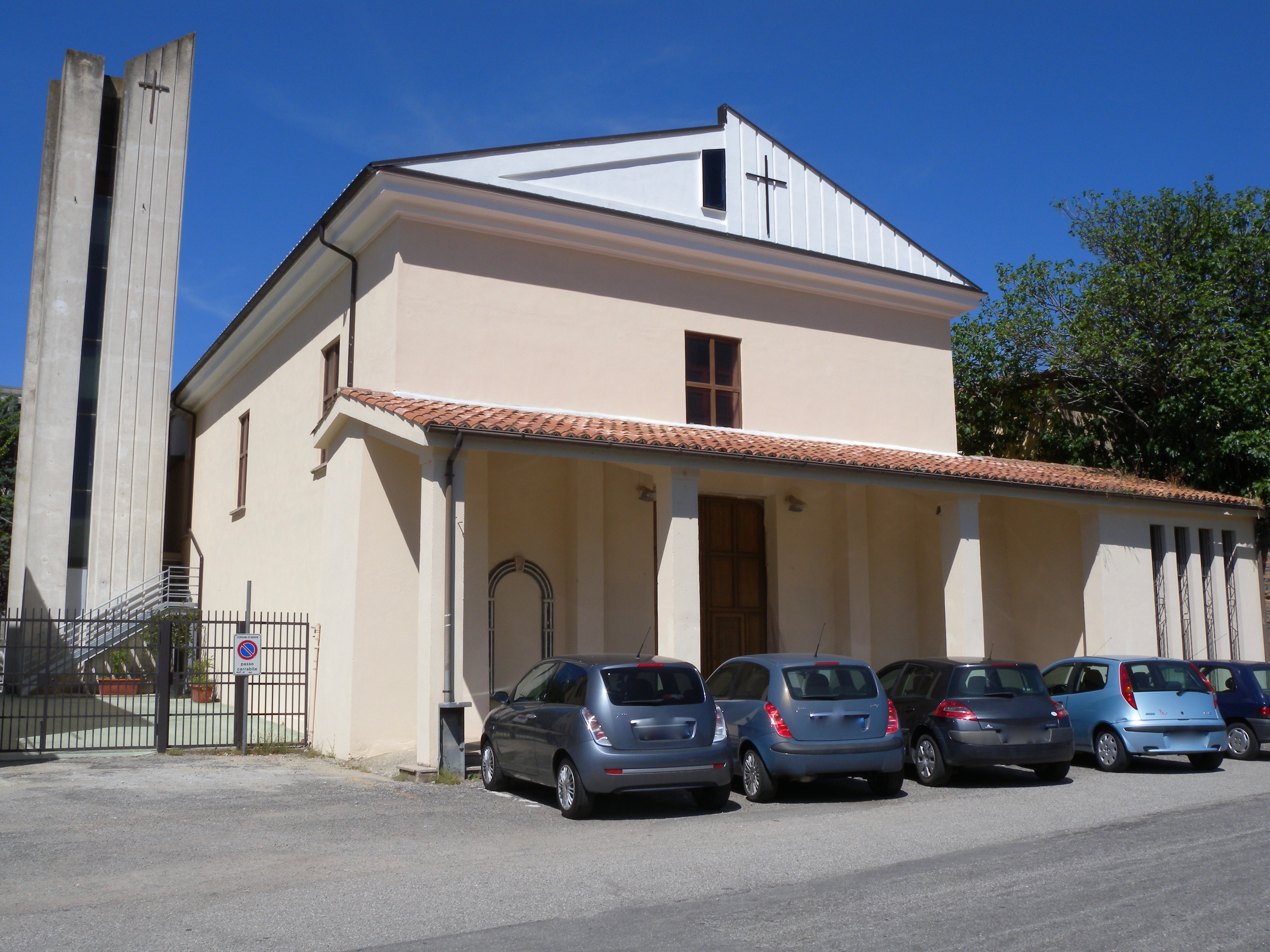
La chiesa di Monserrato.

- Chiesa di Santa Maria di Monserrato, costruita negli anni 50 alle spalle di una antica cappella della famiglia Magdalone dedicata alla Madonna di Montserrat, dismessa negli anni 60 e di cui oggi resta un solo muro con due nicchie. La chiesa nuova è stata riedificata in seguito al terremoto del 1980 con l'aggiunta di una slanciata torre campanaria di stile moderno. La facciata è preceduta da un ampio porticato sorretto da quattro pilastri a sezione quadrangolare, mentre l'interno ad un unico corpo a svolgimento longitudinale evidenzia la mensa eucaristica, nelle nicchie sono custodite alcune statue processionali e delle tele con immagini sacre. Nel settembre 2021, in seguito ai lavori di rimodernamento degli interni durati alcuni anni, la chiesa ha riaperto le porte ai fedeli dopo la benedizione dei nuovi arredi sacri da parte dell’Arcivescovo di Cosenza-Bisignano, Mons. Francescantonio Nolè.

- Chiesa di San Carlo Borromeo, inaugurata nel 2004 è di forma circolare e la sua cupola è visibile anche a grossa distanza. L’interno è decorato da numerose vetrate colorate.La Chiesa di San Carlo.La chiesa di Monserrato.

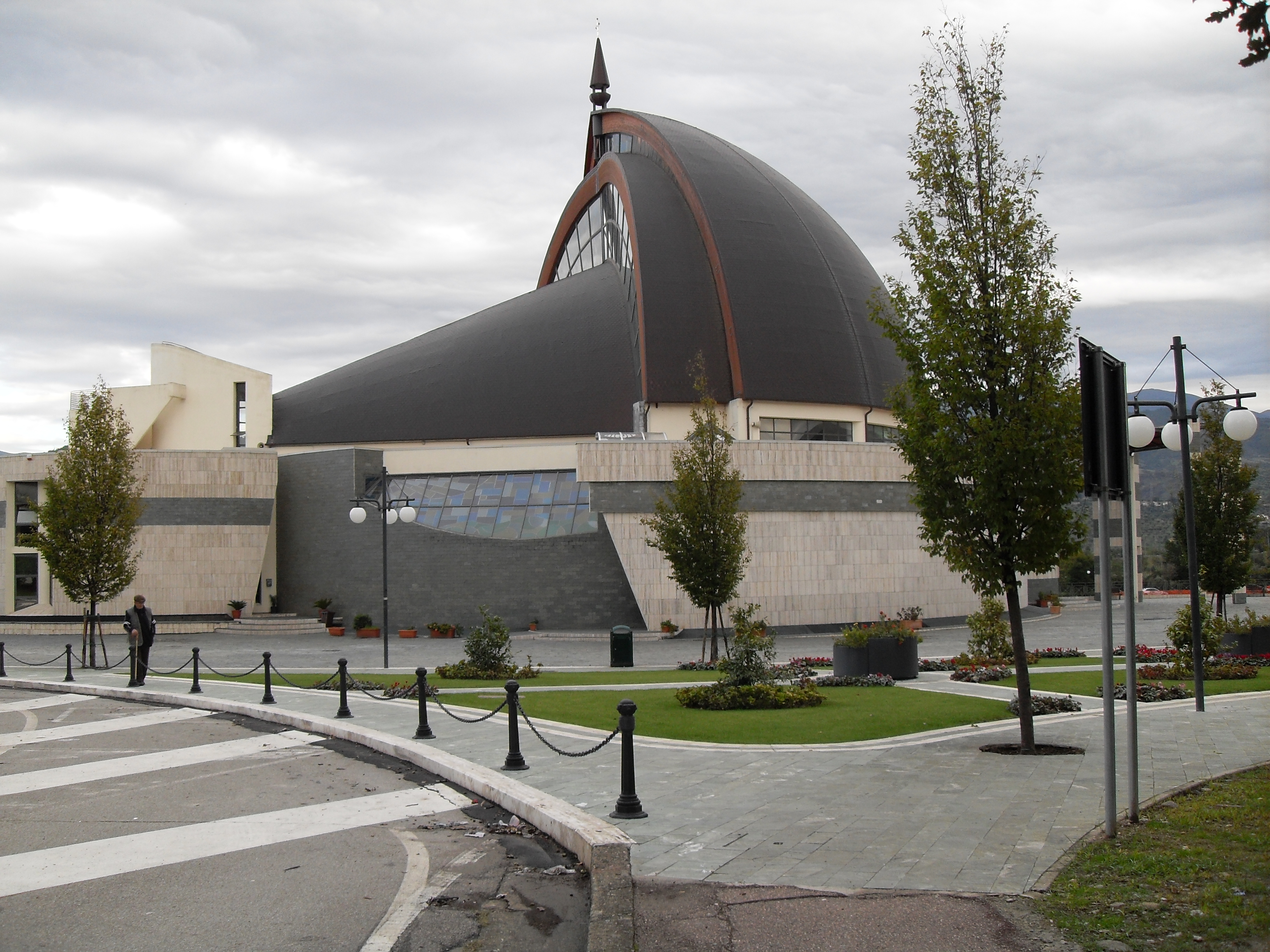
La Chiesa di San Carlo.

## Infrastrutture e trasporti
Quattromiglia è collegata a Cosenza ed all'Università della Calabria tramite servizio di trasporto urbano gestito dalla ditta Consorzio Autolinee, mentre il collegamento ad altre città al di fuori dell'area urbana cosentina è garantito dalla presenza della stazione di Castiglione Cosentino.